# Beli (Leningrádskaya, Krasnodar)
Beli (del ruso: Бе́лый) es un jútor del raión de Leningrádskaya del krai de Krasnodar, en Rusia. Está situado de un afluente por la derecha del río Sosyka, tributario del Yeya, 15 km al este de Leningrádskaya y 146 km al nordeste de Krasnodar, la capital del krai. Tenía 1 228 habitantes en 2010.
Es cabeza del municipio Belojutorskoye.

## Personalidades
- Klavdia Kudriashova (n. 1925), mezzosoprano, soviética. Artista del pueblo de la URSS (1970).
- Aleksandr Kotenkov, (n. 1952), político ruso.